# L'Homme du Labrador
L'Homme du Labrador est un roman de l'écrivain Bernard Clavel, paru en 1982 aux éditions Baland et écrit dans les années 1981-82. 
 (Montréal décembre 1981 – Morges mars 1982)

## Introduction et présentation
C’est un roman de contrastes, contrastes saisissants entre cet homme venu du grand nord, un aventurier face aux petites vies étriquées des clients du bistrot, entre l’immensité gelée du Labrador, les grands espaces et les rues étroites, les ruelles humides et puantes du ‘vieux Lyon’, le quartier Saint-Jean à Lyon qui tisse sa toile de rues entre Rhône et Saône, traversés de passages qui se faufilent entre ruelles et immeubles, les traboules.

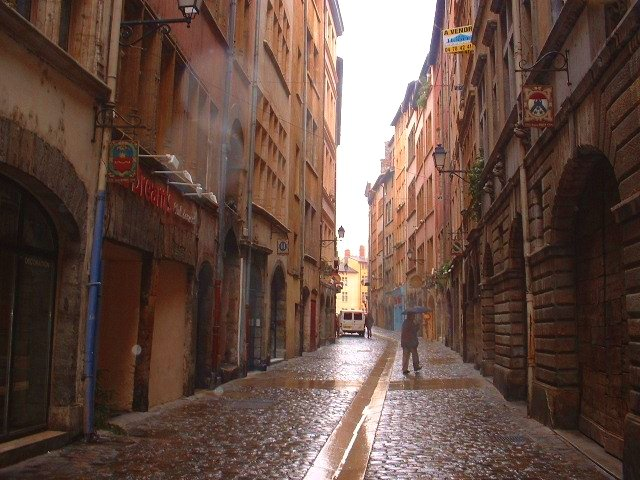
La rue Juiverie dans le Vieux-Lyon

Un quartier vétuste peuplé de pauvres gens, tel que le décrit Bernard Clavel, bien avant la vaste opération de rénovation des années ‘soixante’ destinée à réhabiliter ce patrimoine de la fin du Moyen Âge et de la Renaissance.
Contraste aussi de ce Labrador, « l’enfer. L’enfer avec toujours la promesse de paradis. On  peut pas imaginer… » dit Freddy Jacquier, l’homme du Labrador.
Cette ‘fable réaliste’ se situe à une époque charnière pour Bernard Clavel lors de son retour du Canada. Il renoue de cette façon avec son passé, fait le lien entre l’écriture de l’épopée des six volumes du Royaume du nord et ses romans à venir qui se situeront à Lyon comme La Révolte à deux sous, dans la vallée du Rhône comme La Guinguette ou Brutus et dans son Jura natal comme Meurtre sur le Grandvaux.

## Contenu et résumé

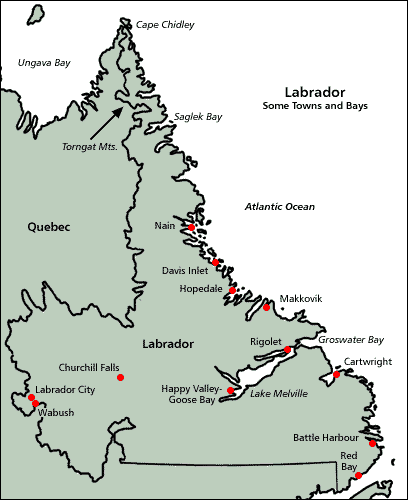
Carte du Labrador

Je vous parle d’un temps… des pionniers, de la grande aventure où l’or du Labrador n’avait pas encore remplacé le pétrole, les derricks, les piteuses aventures d’un Cargo pour l'enfer, où le grand nord canadien n’était pas encore barré par d’énormes barrages chassant hommes et animaux, laissant le champ libre à un animal mythique et terrible, Le Carcajou.
Dès l’incipit, Bernard Clavel plante le décor : « Fin  novembre 1937... Un brouillard lourd monte de la Saône  à la rencontre du crépuscule, vernissant de pauvres reflets les pavés à tête de chat ». 
Dans ce bistrot tranquille du Vieux Lyon où les clients sont tous des habitués qui ressassent leurs souvenirs militaires comme Henri Gueldry dans Quand j'étais capitaine, avec l’inconnu qui en pousse la porte, c’est l’aventure, le grand air du large et des grands espaces qui entrent avec lui. C’est le rêve fou des hommes qu’ils vivent parfois ou imaginent le plus souvent à travers Herman Melville, Jack London ou James Fenimore Cooper et qu'illustre la citation de Tourgueniev que Clavel a placée en épigraphe : « On a beau donner à manger au loup, toujours il regarde du côté de la forêt ». Celui-là s’appelle Freddy Jacquier et possède le profil de l’emploi avec son corps mince et nerveux, ses cheveux bouclés et des phalanges manquantes aux doigts d’une main.
Comment la belle Sophie Marion, la serveuse du bar où il est entré pour chercher un ami, qu’il surnomme Nelly la rousse, ne serait-elle pas tombée sous le charme de l’inconnu ?  Tout le monde d’ailleurs dans le bistrot, tous les clients sont aussi sous le charme de Freddy, conteur extraordinaire de ses exploits à des gens ordinaires, dans les étendues glacées d’un Labrador constamment balayé par des vents violents, discours authentifié par ces phalanges gelées absentes, qui en disent long sur les périls qu’il a surmontés.
Il veut emmener Nelly dans un nouveau périple au Labrador. Cette fois c’est sûr les pépites d’or couleront enfin entre leurs mains et tout est prêt : le frère de Nelly comme partenaire, le matériel entreposé chez un ami à Nantes. Pourtant, Nelly doute encore que ce soit possible : « Pour moi, lui avoue-t-elle, c’est comme ce qu’on peut voir au cinéma. On en rêve mais on sait bien qu’on l’aura jamais en vrai ». Lui, après une expérience malheureuse au Labrador, dit-il, est comme un joueur de poker qui veut à tout prix se refaire, repartir là-bas pour conjurer le sort.
Mais les rêves aussi ont une fin. Freddy paie le sien de sa vie, misérablement. Le rêve de mythomane  a pris fin dans le bistrot des Trois Maries, laissant Nelly inconsolable. Nelly la rousse est redevenue Sophie Marion.